# Kunstmatige inseminatie bij dieren

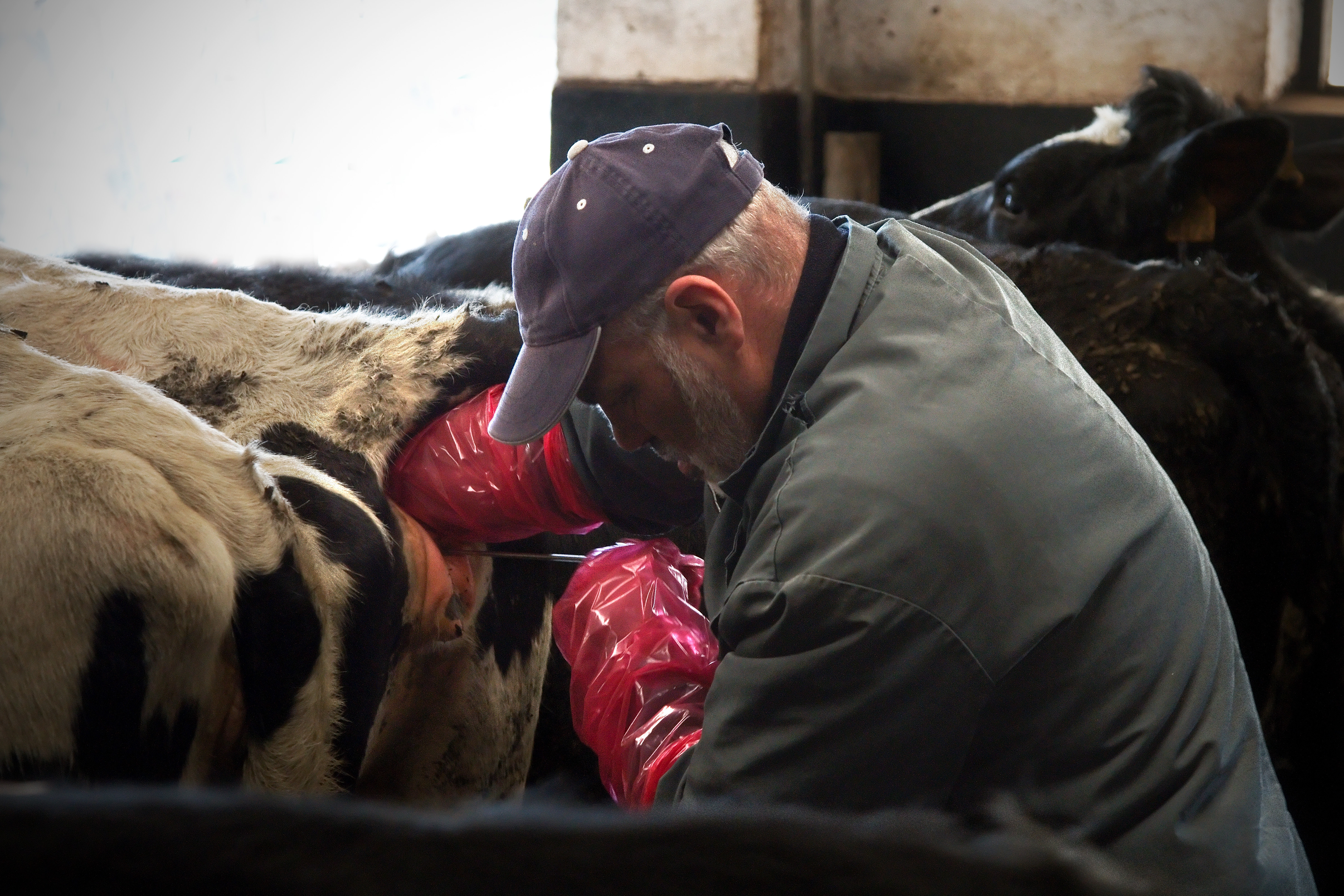
Kunstmatige inseminatie van een koe

Kunstmatige inseminatie bij dieren (KI) is een veeteelttechniek om tot een bevruchting te komen door sperma met een injectiespuit in de baarmoeder of baarmoederhals in te brengen van een zoogdier. Het woord inseminatie verwijst naar het woord semen, dat zaad betekent.
Voor het fokken van koeien en varkens in de vlees- en melkindustrie wordt bijna uitsluitend met kunstmatige inseminatie gewerkt. Slechts weinig bedrijven houden zelf mannelijke dieren. Speciale bedrijven zijn gericht op het houden van stieren en beren met zeer goede kwaliteiten; deze bedrijven zorgen dan voor de kunstmatige inseminatie bij veel boerderijen. Ook in de paardenfokkerij, pluimveefokkerij en bijenhouderij wordt kunstmatige inseminatie veelvuldig toegepast.
- Voordelen van kunstmatige inseminatie zijn onder meer dat de kans op overdracht van seksueel overdraagbare ziekten verminderd wordt, dat men het sperma van goede fokdieren bovendien kan verdunnen (en hierdoor meer vrouwelijke dieren kan bevruchten) en dat er geen geografische belemmeringen meer zijn om aan het sperma van een goed fokdier te komen.[1] Bovendien kan sperma ingevroren worden zodat zelfs na het overlijden van het dier nog sperma beschikbaar blijft. Daarbij is het zo dat de koe niet gewond raakt door de stier tijdens een natuurlijk dekking.
- Nadelen zijn het vermengen van de genetische basis van een ras (denk maar aan het stelselmatig inkruisen met Holstein-Friesian in het zwartbont koeienras). Zo vermindert de diversiteit, en ontstaan er genetische ziekten. Een voorbeeld is bovine leukocyte adhesion deficiency (BLAD) dat veroorzaakt werd door een genmutatie in het DNA van een succesvolle fokstier.

## Geschiedenis
In 1899 was professor Ivanow (ook wel vertaald als Ivanoff of Ivanov) in Rusland begonnen met het zoeken naar een praktische methode om kunstmatige inseminatie toe te passen. Hij publiceerde zijn bevindingen in 1922 in het tijdschrift Journal of Agricultural Science. Voor de publicatie was er al vanuit verschillende landen interesse in zijn onderzoek. Zo schreef de Poolse KI-pionier Runge in 1915 al in zijn proefschrift over de onderzoeken van Ivanow. Ook de Japanse onderzoeker Ishikawa studeerde bij Ivanow om in 1912 met zijn opgedane kennis terug te keren naar Japan. Ook in Denemarken was Eduard Sørensen, werkzaam voor het Royal Veterinary College in Kopenhagen, bekend met het werk Ivanow. Na wat experimenten in het begin van de 20e eeuw richtte hij samen met Gylling-Holm in 1936 de eerste Deense (coöperatieve) KI-organisatie op. Ook in Italië was men bezig met experimenteren, hun enthousiasme resulteerde in het vierjaarlijkse Internationaal Congres voor KI en Dierlijke Voortplanting dat voor het eerst in 1948 werd gehouden. Het werk van Ivanow werd echter pas echt bekend door de vertaling van zijn werk door Walton in 1933.
Het was in Nederland veearts Jan Siebenga die de eerste pioniersarbeid verrichtte voor de KI bij koeien. De Duitse stagiair Wilhelm Blendinger vertelde Jan Siebenga over de revolutionaire successen van de Russische Ivanow. Siebenga's interesse was gewekt vanuit veterinair-hygiënische oogpunt. In de jaren dertig kreeg men steeds vaker te maken met besmettelijke onvruchtbaarheid. In de meeste gevallen werd dit veroorzaakt door de bacteriële besmetting met Vibrio foetus of met Tritrichomonas foetus. Beide infecties konden door de stier van de ene koe op de andere worden overgebracht en dus van stal op stal. Zo kwam het voor dat één besmette stier ervoor kon zorgen dat een hele buurschap rondliep met niet-drachtige koeien.
Vanuit zijn praktijk in Oldeberkoop begon Siebenga met het kunstmatig bevruchten van de eerste koeien. Hiervoor gebruikte hij zelf vervaardigde instrumentarium dat hij baseerde op de tekeningen in het werk van Ivanow, Het eerste KI-kalf werd op 5 december 1935 bij Jan Wemer te Elsloo geboren. Het FRS weigerde het kalf, of andere kalveren die via KI werden geboren, te registreren in het stamboek. Ook het NRS zag de ontwikkeling met lede ogen aan. In 1938 promoveerde Siebenga op de resultaten van dit onderzoek. Min of meer gelijktijdig begon in Noord-Holland een andere veearts P. de Boer, uit Schagen, met het kunstmatig insemineren van koeien die moeilijk drachtig te krijgen waren. Over zijn werkzaamheden is echter minder bekend.
Omdat Siebenga druk bezig was met zijn KI-experimenten en daarnaast ook nog zijn dissertatie moest schrijven, had hij weinig tijd voor het dagelijkse werk in zijn dierenartsenpraktijk. Pas afgestudeerde jonge mannen, zoals Johannes Kraai, assisteerde hem daarom. In 1939 nam Johannes de praktijk in Tolbert over. Samen met een herenboer uit de buurt, Berend Dijk, organiseerde Kraai een vergadering om boeren het nut en de mogelijkheden van KI uit te leggen. De stierenhouder kreeg een privéopleiding tot inseminator zodat hij de koeien van de stierenvereniging met behulp van KI kon bevruchten. Hiermee kreeg de eerste KI-vereniging gestalte.
De resultaten van Jan Siebenga wekten internationaal zoveel interesse, dat er al spoedig van diverse universiteiten uit Amerika, Engeland en Italië professoren naar 'Doctor Jan' kwamen om de techniek van de KI meester te worden. Hierdoor werd hij een veelgevraagd spreker op vele internationale fora en werd zijn werk en ervaring hoog gewaardeerd.
Lange tijd werd het sperma na het vangen op een temperatuur van circa 4°C bewaard. Tot vier dagen na de vangst kon het gebruikt worden om een koe te bevruchten. Omdat niet elke KI-vereniging een eigen koelkast had werd er gezocht naar alternatieven. Zo werd er sperma bewaard in zuivelfabrieken of bijvoorbeeld in de koelcel van de plaatselijke slager. De techniek om sperma in te vriezen werd in 1950 ontdekt door onderzoekers Polge en Smith. Door glycerine toe te voegen werd het sperma bij invriezen beschermd.
Vanuit Denemarken kwamen ook twee belangrijke ontdekkingen die het insemineren vergemakkelijkte. Ten eerste vonden zij een manier om de baarmoederhals te fixeren, waardoor het sperma dieper ingebracht kon worden. De tweede 'uitvinding' was het gebruik van rietjes om het sperma in te verpakken. Deze methode werd door de Fransen verder verfijnd.

## Werkwijze
In de beginjaren lokte men de stier met een rustige, tochtige koe. Als de stier klaar was om te springen stond de dierenarts klaar met een kunstmatige vagina om het sperma op te vangen. Deze methode werd tot de jaren zeventig gebruikt. Daarna werd een kunstkoe, ook wel fantoom, gebruikt. Deze hebben de vorm van een koe en zijn bespannen met een koeienhuid. Een medewerker van het KI-station zit daarin verborgen om het sperma met behulp van de kunstmatige vagina op te vangen. Nadat het sperma gevangen is wordt het onderzocht in het laboratorium. Sperma van goede kwaliteit is namelijk meer te verdunnen dan sperma van slechter kwaliteit. Het zo snel mogelijk verdunnen van sperma met een buffer maakt het sperma langer houdbaar.